# Csong Mjonghun
Csong Mjonghun (Jeong Myeong-hun), hangul: 정명훈, Nyugaton: Myung-Whun Chung (Puszan, 1953. január 22. –) dél-koreai zongoraművész, karmester.

## Élete, munkássága
Csong 1953-ban született Puszanban (a források egy része Szöult jelöli meg, de a saját nyilatkozata szerint Puszan a szülővárosa). A család hét gyermeket nevelt, ő hatodikként született. Anyjuk zongorázni tanította őket, így mind a hét testvér zenélt. Közülük rajta kívül még ketten lettek világhírű zenészek: Csong Gjonghva (Jeong Gyeong-hwa) hegedűs és Csong Mjonghva (Jeong Myeong-hwa) csellista. Apjuk exportőr volt, anyjuk amatőr zongorista és klasszikus gitáros, és egy éttermet vezetett. A fiú négyéves korában kezdett tanulni zongorázni anyjától, és 1960-ban már fellépett a Szöuli Filharmonikus Zenekarral, Haydn-zongoraversenyt játszott. Nyolcéves korában az Egyesült Államokba költözött, hogy ott folytassa zenei tanulmányait. Járt a Mannes School of Musicba, ahol 1975-ben szerzett zongorista diplomát. Ezután a Juilliard School következett, ahol Nadia Reisenberg (zongora) és Carl Bramburger (karmester) voltak a tanárai. Közben 1970-ben megnyerte a New York Times zongoraversenyét. Karmesterként 1971-ben debütált Szöulban, ahol a Koreai Szimfonikus Zenekart vezényelte. 1974-ben Moszkvában, a Nemzetközi Csajkovszkij Zongoraversenyen második díjat nyert. Nővéreivel létrehozta a Csong triót (Nyugaton Chung Trio), és hármasban kezdtek fellépni, miközben folytatta tanulmányait a Juilliardon, és karmesterkedett a New York-i Ifjúsági Zenekar és a Juilliard School Pre-College Zenekara mellett. A Juilliardon 1978-ban diplomázott, és 1979-ben a Los Angeles-i Filharmonikusoknál Carlo Maria Giulini asszisztense lett, két évvel később pedig Giulini javaslatára a zenekar Csongot választotta karmesternek.
1984-ben a Saarbrückeni Rádió Szimfonikus Zenekarának zeneigazgatója és vezető karmestere lett, 1990-ig töltötte be ezt a posztot. 1986-ban New Yorkban debütált nagy sikert aratva, amikor a Metropolitan Operában Verdi Simon Boccanegra című operáját vezényelte. Ugyanebben az évben Párizsban is ragyogó előadást produkált, Prokofjev ritkán hallott Tüzes angyal operáját dirigálta. 1987 és 1992 között a firenzei Teatro Communale fő vendégkarmestere volt. Ebben az időszakban két nagy olasz díjat is kapott: a Premio Abbiati- és az Arturo Toscanini-díjat. 1989 és 1994 között a párizsi Opéra Bastille zenei vezetője volt. Nevezetes előadásai között szerepelt Messiaen Assisi Szent Ferenc című műve Peter Sellars rendezésében és Sosztakovics A mcenszki járás Lady Macbethje (magyarul Kisvárosi Lady Macbeth és Katyerina Izmajlova címen is ismert) operája. Messiaen annyira meg volt elégedve az előadással, hogy Csongot kérte fel utolsó műve, a Concert à quatre 1994-es világpremierjére. 1992-ben a francia kormánytól megkapta a Francia Becsületrendet. Miután – nem túl békés körülmények között – elhagyta a Bastille Operát, 1997-től 2005-ig a római Accademia Nazionale di Santa Cecilia zenekarának vezető karmestere volt, és ugyanezt a pozíciót töltötte be az Asia Filharmonikus Zenekarnál is. 2000-ben visszatért Párizsba, és az Orchester Philharmonique de Radio France zeneigazgatója és karmestere lett. Rendszeresen szerepel a velencei Teatro La Fenicében is, ahol vezényelte a Pillangókisasszonyt, a Simon Boccanegrát, az Otellót és a Trisztán és Izoldát. 2001-ben a Tokiói Filharmonikusok tiszteletbeli karmestere lett, 2006-tól 2015-ig Szöul város művészeti igazgatója és a Szöuli Szimfonikus Zenekar vezető karmestere volt. Az együttest rövid idő alatt élvonalbeli zenekarrá fejlesztette, és 2014-ben – egy európai turnét követően – a BBC Proms-on is bemutatkozott velük. 2009-ben és 2013-ban sikeres koncertet adott a zenekarral Puszanban, a helyi Kulturális Központban. „Mivel Puszanban születtem, és szeretem a tengert, különösen örülök ennek a puszani koncertnek” – nyilatkozta. 2012-ben a Staatskapelle Dresden fő vendégkarmestere lett, az első, aki a zenekar történetében betöltötte ezt a posztot. A 2018–2019-es szezon legfontosabb eseményei közé tartozott a Macbeth és az Otello előadása a La Fenicében, a Traviata a Milánói Scalában, valamint az Otello bemutatása a Wiener Staatsoperben is. A következő szezont megcsonkította a Covid19-pandémia, de a La Fenicében még bemutatta a Don Carlost, Tokióban pedig a Carment.

## Művészete
Csong Mjonghun (Jeong Myeong-hun) generációjának egyik vezető karmestere. Zongoristaként csak elvétve lép fel, szerinte a sűrű zenekari programja miatt nincs ideje eleget gyakorolni. Azért 1996-ban megjelent egy Chant D'amour (Mélodies Françaises) című lemez, amin Cecilia Bartolit kíséri, valamint 2014-ben kiadott egy zongora-szólólemezt, Piano címmel. Vezényelte a világ összes vezető zenekarát, beleértve a Berliner Philharmonikert, Wiener Philharmoniker, Concertgebouw Orchestra Amsterdam, az összes jelentősebb londoni és párizsi zenekart, a Filarmonica della Scala zenekart, a Bayerischer Rundfunk Symphonieorchestert, a Drezdai Staatskapellét, a Bostoni Szimfonikus Zenekart, a Chicagói Szimfonikus Zenekart, a Metropolitan Opera zenekarát, a New York-i Filharmonikus Zenekart, a Cleveland Zenekart és Philadelphia Zenekart. 1990 óta a Deutsche Grammophon exkluzív művésze, és felvételeivel számos nemzetközi díjat nyert. A karmesteri művészetről így nyilatkozott: „A karmester szinte definíció szerint furcsa állat: ő az egyetlen zenész a színpadon, aki nem ad ki hangot, mégis felelős mindenért. Gyakran szeretek magamra úgy gondolni, mint a többi zenész egyik kollégájára vagy munkatársára, de végül össze kell jönnünk, hogy az általunk játszott zeneszerzők őszinte hírnökei legyünk és életre keltsük zenéjüket.” A vezénylés, illetve a zenekari hangzás iránti vonzódását így jellemezte: „A zongora és a hegedű gyönyörűen szól, de a zenekar tökéletes zenei kifejezés. Beethoven, Brahms, Mahler, Bruckner és más nagy zeneszerzők is így gondolták.”

## Társadalmi szerepvállalása
Társadalmi érzékenységét és elkötelezettségét bizonyítja, hogy már az 1980-as évektől úgynevezett környezetvédelmi koncerteket szervezett, hogy előtérbe helyezze a környezeti problémákat. Céljai között szerepel az is, hogy a két Korea között szorosabb kapcsolat alakuljon ki a zene segítségével. 2011-ben elutazott Észak-Koreába, ahol zenei vezetőkkel és politikusokkal tárgyalt. „Megállapodtunk arról, hogy … közös koncertet szervezünk Phenjanban és Szöulban” – nyilatkozta. „A többi a politikusokon múlik, … de remélhetőleg a tervünk megvalósul.” Koncertjeivel pénzt gyűjtött, hogy rizst küldjön az éhínséggel sújtott Észak-Koreába. Amikor elnyerte Ho Am-díjat és a vele járó 111 000 dollárt, azt teljes egészében a Koreai Vöröskeresztnek adományozta az észak-koreai éhezés enyhítésére. 1992-től az ENSZ drogellenes programjának jószolgálati nagykövete, 1995-ben az UNESCO „Év embere” lett. 1996-ban elnyerte a koreai kormány legmagasabb kulturális díját, és Korea első tiszteletbeli kulturális nagykövete lett. A fiatalokkal kapcsolatos elkötelezettsége jegyében elutazott Beninbe is, ahol meglátogatta az UNICEF által támogatott, az AIDS-szel, a vízzel és a higiéniával, valamint az oktatással és az egészséggel kapcsolatos programokat. Az utazás a benini gyerekeknek szentelt koncerttel zárult. 2008. április 7-én kinevezték az UNICEF jószolgálati nagykövetévé. Úgy látja, hogy „A politika nem tudja megoldani az összes problémát, amely a világot foglalkoztatja, és úgy érzem, hogy nekem – és még sokan másoknak – mindent meg kell tennünk, amit csak lehet.”

## Magánélete
Későbbi feleségével 19 éves korában ismerkedett meg, és titokban randevúztak. 1974-ben, a moszkvai versenydíjjal járó 3000 rubelből elvitte a  Karib-tengerhez. Az esküvőt 1979-ben Los Angelesben, a család időleges tiltakozása ellenére tartották meg, csak az anyja volt jelen. Három fiuk van: az első képzőművészetet tanult, a második jazzgitáros, a harmadik hegedűs, karmester. Csong Mjonghun (Jeong Myeong-hun) Szöulban él.

## Díjai, elismerései
1991-ben a Francia Színház- és Zenekritikusok Szövetségénél „Az év művésze” lett. Elnyerte a Premio Abbiati- és az Arturo Toscanini-díjat Olaszországban, valamint a Francia Becsületrendet. 1995-ben kitüntették a francia Victoires de la musique classique díjjal (Az év karmestere). Megkapta Korea legjelesebb kulturális díját a koreai zenéhez való hozzájárulásáért. 2013-ban Olaszország legrégebbi operaháza, a velencei La Fenice az Una Vita Nella Musica-díjjal (Zenei életműdíj) tüntette ki. 2017-ben megkapta az Ordine della stella d'Italia (Olaszország Csillaga rendje) díját az olasz kultúra fejlődéséhez való hozzájárulásáért.
- 1988 – Franco Abbiati-díj
- 1989 – Arturo Toscanini-díj
- 1991 – Az év művésze (Francia Színház- és Zenekritikusok Szövetsége)
- 1992 – A francia Becsületrend
- 1995 – Az év karmestere (Franciaország)
- 1995 – Az év embere (UNESCO)
- 1996 – Kulturális Érdemrend (Dél-Korea)
- 1997 – Ho Am-díj (Dél-Korea)
- 2011 – A Francia Köztársaság Művészeti és Irodalmi Rendjének parancsnoka
- 2013 – Una Vita Nella Musica 2013 (a Teatro La Fenice életműdíja)
- 2014 – Franco Abbiati-díj
- 2017 – Olaszország Csillaga rendje

## Felvételei
Válogatás az AllMusic és a Discogs listája alapján.

| Megjelenés | Tartalom | Közreműködők | Kiadó                          |
| ---------- | --- | --- | ------------------------------ |
| 1974       | Лауреаты V Международного Конкурса Имени П. И. Чайковского                                                                                  | Мюнг Ван Чунг | Melogyija                      |
| 1981       | Csajkovszkij: Piano Concerto No. 1; Variations on a Rococo Theme                                                                            | Csong Mjonghun (Jeong Myeong-hun), Csong Mjonghva (Jeong Myeong-hwa), Los Angeles Philharmonic Orchestra, Charles Dutoit               | Decca                          |
| 1983       | Nielsen: The Complete Orchestral Music Volume I. Symphony No. 2 Op. 16; Aladdin-Suite Op. 34                                                | Gothenburg Symphony Orchestra, Csong Mjonghun (Jeong Myeong-hun)                                                                       | BIS                            |
| 1985       | Dvořák: 8. Sinfonie | Rundfunk-Sinfonieorchester Saarbrücken, Csong Mjonghun (Jeong Myeong-hun)                                                              | Saarländischer Rundfunk        |
| 1986       | Sosztakovics: Sinfonie Nr. 14 Op. 135 | Rundfunk-Sinfonieorchester Saarbrücken, Csong Mjonghun (Jeong Myeong-hun)                                                              | Saarländischer Rundfunk        |
| 1987       | Nielsen: Symphony No.5; Violin Concerto | Kang Dongszuk, Gothenburg Symphony Orchestra, Csong Mjonghun (Jeong Myeong-hun)                                                        | BIS                            |
| 1990       | Kiri Te Kanawa – Italian Opera Arias | London Symphony Orchestra, Csong Mjonghun (Jeong Myeong-hun)                                                                           | EMI Digital                    |
| 1991       | Bizet: Carmen Suite; L'Arlésienne Suites; Jeux D'Enfants                                                                                    | Orchestre de L'Opéra Bastille, Csong Mjonghun (Jeong Myeong-hun)                                                                       | Deutsche Grammophon            |
| 1993       | Rimszkij-Korszakov: Sheherazade; Stravinsky: L'Oiseau De Feu; Suite                                                                         | Orchestre de L'Opéra Bastille, Csong Mjonghun (Jeong Myeong-hun)                                                                       | Deutsche Grammophon            |
| 1994       | Messiaen: Éclairs Sur L'Au-Delà… | Ljuba Organaszova, Cecilia Bartoli, Raul Gimenez, Roberto Scandiuzzi, Orchestre De L'Opéra Bastille, Csong Mjonghun (Jeong Myeong-hun) | Deutsche Grammophon            |
| 1996       | Chant D'amour (Mélodies Françaises) | Cecilia Bartoli, Csong Mjonghun (Jeong Myeong-hun)                                                                                     | London Records                 |
| 1996       | Rossini: Stabat Mater | Wiener Philharmoniker, Csong Mjonghun (Jeong Myeong-hun)                                                                               | Deutsche Grammophon            |
| 1997       | A Hymn for the World | Cecilia Bartoli, Andrea Bocelli, Chœr et Orchestre de L'Accademia Nazionale di Santa Cecilia, Csong Mjonghun (Jeong Myeong-hun)        | Deutsche Grammophon            |
| 1998       | In Paradisum – Fauré: Requiem; Duruflé: Requiem                                                                                             | Cecilia Bartoli, Bryn Terfel, Coro e Orchestra Dell'Accademia Nazionale di Santa Cecilia, Csong Mjonghun (Jeong Myeong-hun)            | Deutsche Grammophon            |
| 2000       | Messiaen: Quatuor Pour la Fin du Temps | Gil Shaham, Paul Meyer, Jian Wang, Csong Mjonghun (Jeong Myeong-hun)                                                                   | Deutsche Grammophon            |
| 2002       | Italian Overtures | Orchestra Dell'Accademia Nazionale di Santa Cecilia, Csong Mjonghun (Jeong Myeong-hun)                                                 | Deutsche Grammophon            |
| 2003       | Mozart: Sinfonie Nr. 28 KV 200; Sinfonie Nr. 38 KV 504 „Prager”                                                                             | Sinfonieorchester Des Südwestfunks Baden-Baden, Nikolaus Harnoncourt, Csong Mjonghun (Jeong Myeong-hun)                                | Allegria, Documents            |
| 2006       | Ravel: Daphnis et Chloé Ballet | Orchestre Philharmonique de Radio-France, Ravel Orchestre Philharmonique et Choeur de Radio-France, Csong Mjonghun (Jeong Myeong-hun)  | Deutsche Grammophon            |
| 2008       | Myung-Whun Chung Conducts Messiaen (Trois Petites Liturgies de la Présence Divine; Couleurs de la Cité Céleste; Hymne Pour Grand Orchestre) | Orchestre Philharmonique de Radio France, Csong Mjonghun (Jeong Myeong-hun)                                                            | Deutsche Grammophon            |
| 2011       | Debussy: La Mer; Ravel: Ma Mère L'Oye, La Valse                                                                                             | Seoul Philharmonic Orchestra, Csong Mjonghun (Jeong Myeong-hun)                                                                        | Deutsche Grammophon            |
| 2014       | Piano (Debussy-, Chopin-, Beethoven-, Csajkovszkij-, Schubert, Schumann, Mozart-darabok)                                                    | Csong Mjonghun (Jeong Myeong-hun) | ECM Records                    |
| 2014       | Mahler: Symphony No.9 | Seoul Philharmonic Orchestra, Csong Mjonghun (Jeong Myeong-hun)                                                                        | Deutsche Grammophon            |
| 2016       | Beethoven: Symphonie Nr. 3 Op. 55 „Eroica”                                                                                                  | Staatskapelle Dresden, Csong Mjonghun (Jeong Myeong-hun)                                                                               | Profil Edition Günter Hänssler |
| 2020       | Brahms: Piano Concerto No. 1; Six Piano Pieces                                                                                              | Kim Szunvuk, Staatskapelle Dresden, Csong Mjonghun (Jeong Myeong-hun)                                                                  | Accentus                       |